# Janko Janša

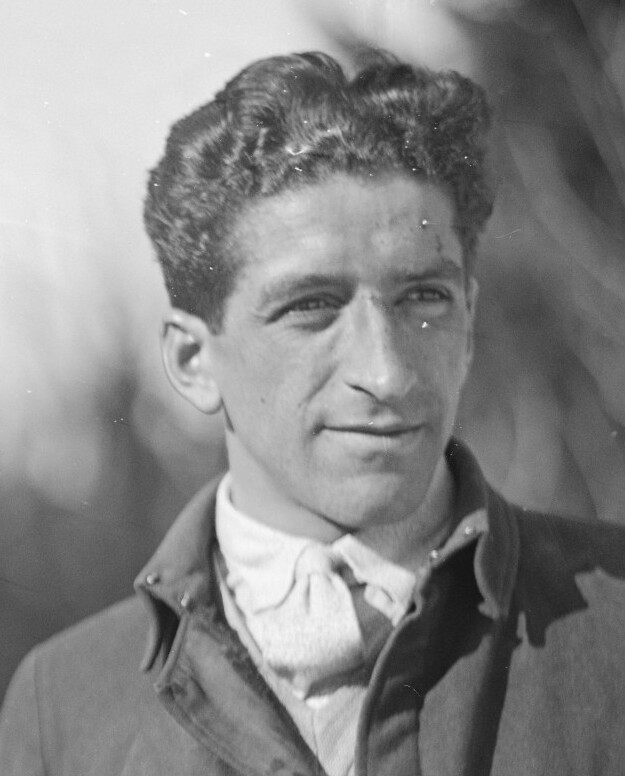
Janko Janša.

Janko Janša, född 19 juli 1900 i Mojstrana i Österrike-Ungern (nuvarande Slovenien), var en jugoslavisk (slovensk) längdåkare. Han var med i de olympiska vinterspelen 1928 i Sankt Moritz och kom på 40:e plats på 18 kilometer och på 29:e plats på 50 kilometer. Även hans bror, Joško Janša, deltog i de två loppen.